# Un bacio? (Troppo poco)
Un bacio? (troppo poco) è un singolo del rapper italiano Mondo Marcio, pubblicato il 13 giugno 2014 come secondo estratto dal sesto album in studio Nella bocca della tigre.

## Descrizione
Quinta traccia dell'album, Un bacio? (Troppo poco) è caratterizzato dalla presenza di un campionamento del brano di Mina Un bacio è troppo poco, lato B del singolo Soli, uscito nell'aprile 1965.

## Video musicale
Il videoclip, diretto da Mauro Russo, è stato pubblicato il 22 luglio 2014 sul canale Vevo del rapper.